# جيمس بي. ستيفنز
جيمس بي. ستيفنز (بالإنجليزية: James B. Stephens)‏ هو صانع البراميل أمريكي، ولد في 9 نوفمبر 1806 في مقاطعة بروك في الولايات المتحدة، وتوفي في 22 مارس 1889 في بورتلاند في الولايات المتحدة.